# Nhà Justinianus
Nhà Justinianus được xem là triều đại cuối cùng của La Mã cổ đại. Các thành viên của triều đại này là hoàng đế Justinus I (cai trị 518-527), Justinianus (cai trị 527-565; cháu trai của Justinus) và Justinus II (cai trị 565-578; cháu trai của Justinianus). Ngoài ra, hai vị hoàng đế kế tiếp là Tiberius Constantinus (cai trị 578-582) và Mauricius (cai trị 583-602) cũng đã trở thành thành viên của gia đình sau khi được nhận nuôi. Gia tộc này xuất xứ từ khu vực sông Danube nói tiếng Lating, và trị vị đế quốc Đông La Mã từ năm 518 cho đến năm 602.
Sau khi đế quốc Tây La Mã sụp đổ vào năm 476, quyền sở hữu toàn Imperium Romanum chỉ còn phụ thuộc vào vị  Augustus ở Constantinopolis. Đế khẳng định điều này, các vua nhà Justinianus, điển hình là Justinianus I, không chỉ thực hiện bằng con đường ngoại giao mà còn bằng vũ lực. Vào thế kỷ thứ 6, đế quốc (Đông) La Mã vẫn còn bị ảnh hưởng mạnh mẽ bởi các truyền thống La mã cổ đại về nhiều mặt. Ngay cả tiếng Hy Lạp vẫn chưa thể thay thế tiếng Latinh (tiếng mẹ đẻ của Justinus I và Justinianus) ở phương đông vào thời điểm này. Tiếng Latinh vẫn còn nắm vai trò quan trọng trong triều đình Đông La Mã, đặc biệt là trong hành chính và trong quân đội. Các sử gia Syria (ví dụ như Michael xứ Syria) đều chắc chắn rằng, sau khi Justinus II lên ngôi, kỷ nguyên của các hoàng đế "Hy Lạp" mới bắt đầu.
Các thành viên nổi tiếng khác trong gia tộc Justinianus bao gồm Germanus, em con chú của Justinianus cùng các con trai của ông ta là Justinus, Justinianus và Germanus Postumus.